# Waris Hussein
Waris Hussein (Lucknow, 9 december 1938) is een Brits-Indiaas film- en televisieregisseur.

## Biografie
Hussein was de zoon van schrijfster Attia Hosain en Ali Bahadur Habibullah. Hij werd - net als zijn zus, Shama Habibullah - geboren in India, maar verhuisde op negenjarige leeftijd naar het Verenigd Koninkrijk. Hij studeerde daar achtereenvolgens aan het Eton College, de Universiteit van Cambridge en de Slade School of Fine Art. In deze periode werkte hij kortstondig als acteur. Toen hij eenentwintig jaar oud was, sloot hij zich aan bij de British Broadcasting Corporation, waar hij zich liet opleiden tot regisseur.
Hij regisseerde afleveringen van de soap Compact van 1962 tot 1965. In 1963 verzorgde hij de regie van de eerste afleveringen van Doctor Who, getiteld An Unearthly Child en Marco Polo. Aan het eind van de jaren zestig verliep zijn contract bij de BBC, waarna hij films ging regisseren.

## Filmografie (onvolledig)
Als regisseur
- A Touch of Love (1969)
- Quackers Fortune has a Cousin in the Bronx (1970)
- S.W.A.L.K. (1971)
- The Possession of Joel Delaney (1971)
- Henry VIII and His Six Wives (1971)
- Little Gloria... Happy at Last (1982, miniserie)
- Switched at Birth (1991)
- Fall from Grace (1994)
- Sixth Happiness (1997)

Als acteur
- Mrs Henderson Presents (2006)
- Mr Nice (2009)

- Bibsys: 14023486
- Biblioteca Nacional de España: XX1510916
- Bibliothèque nationale de France: cb14052873n (data)
- Gemeinsame Normdatei: 140994769
- International Standard Name Identifier: 0000 0000 7824 5498
- Library of Congress Control Number: n88051133
- Nationale Bibliotheek van Tsjechië: pna2004259306
- Nationale bibliotheek van Australië: 35075067
- Nationale Bibliotheek van Israël: 987007417820505171
- Nederlandse Thesaurus van Auteursnamen: 072923865
- SNAC: w6c67kx3
- Trove: 819111
- Virtual International Authority File: 26145641
- WorldCat: E39PBJpPJ4Ww98Mc6kcM77gh73